# رود قوشخانه
رودخانه قوشخانه دارای شعبات کوچک متعددی است و جهت آن از شرق به غرب و پس از مشروب کردن زمین‌های مزروعی دهستان قوشخانه شیروان به طرف بجنورد ادامه می‌یابد.